# Catocala grisescens
Catocala grisescens là một loài bướm đêm trong họ Erebidae.